# 維達利亞 (喬治亞州)
維達利亞（英語：Vidalia）是一個位於美國喬治亞州蒙哥馬利縣的城市。

## 地理
維達利亞的座標為32°12′55″N 82°24′36″W / 32.21528°N 82.41000°W，而該地的平均海拔高度為91米（即299英尺）。

## 人口
根據2010年美國人口普查的數據，維達利亞的面積為47.28平方千米，當中陸地面積為46.32平方千米，而水域面積為0.96平方千米。當地共有人口10473人，而人口密度為每平方千米221.5人。